# Erebuni flygplats
Erebuni flygplats (ICAO: UDYE) är en kombinerad civil och militär flygplats i Armenien. Den ligger 7,3 km söder om Jerevan. Flygplatsen används för närvarande mest av militären även om trafik med chartrade helikoptertransporter förekommer inom landet och CIS. Armeniens flygvapen förfogar bland annat över fyra SU-30, vilka inköptes 2019.
Flygplatsen utgör också bas för den 3624:e flygbasen inom Rysslands flygvapen. Den sorterar under Södra militärdistriktet, som har sitt högkvarter i Rostov-na-Donu i Ryssland. Den ryska flygbasen förfogade tidigare över 18 MiG-29, vilka omkring 2020 ska ha ersatts av Sukhoi SU-30.